# Amphithasus
Amphithasus is een geslacht van kevers uit de familie van de loopkevers (Carabidae). De wetenschappelijke naam van het geslacht is voor het eerst geldig gepubliceerd in 1871 door Bates.

## Soorten
Het geslacht Amphithasus is monotypisch en omvat slechts de volgende soort:
- Amphithasus truncatus Bates, 1871